# Іван Стороженко
Іва́н Фе́дорович Стороже́нко (* бл. 1620, Великий Ржавець — † 15 лютого 1693, Іржавець) — український військовий і державний діяч доби Гетьманщини. Прилуцький полковник (1687-1693).

## Походження
Походив із канівського козацько-шляхетського роду, відомого з початку XVII століття. Батько — Федір (Фесько) Андрійович Стороженко — полковий старшина Канівського полку у 1649. Дід — Андрій Ілліч — козацький полковник, учасник облоги Смоленська у 1610. Прадід — Ілляш Стороженко — канівський війт у 1600-х.

## Життєпис
Народився у селі Великий Ржавець поблизу Канева. Військову службу розпочав реєстровим козаком у Канівському полку. 1648 приєднався до армії Б. Хмельницького та брав активну участь у Визвольній війні 1648-1657. У Реєстрі 1649 — козак Канівської полкової сотні. 1651 — київський полковий осавул.
У 1660-х обіймав старшинські посади у Канівському полку. Після укладання Андрусівського перемир'я 1667 переселився з родиною на Лівобережжя — у Прилуцький полк до села Іржавець, яке заснували вихідці з Канівщини. У 1667-1670 — служив прилуцьким полковим старшиною. 1670 призначений сотником Ічнянської сотні гетьманом Д. Ігнатовичем. Після заколоту 1672 на деякий час уступив сотництво Іванові Вовченку, проте згодом повернув собі уряд. 15 років незмінно очолював сотню, у цей час став власником хутора поблизу Іржавця. 1679 деякий час був наказним прилуцьким полковником. 
Брав участь у невдалому Кримському поході 1687. Під час Коломацького заколоту підтримав обрання гетьманом Івана Мазепи, за що у серпні 1687 дістав від нього уряд прилуцького полковника, вакантний після вбивства Лазаря Горленка. У 1688-1689 придбав землі та угіддя біля містечка Ічні та села Іржавець, ґрунти у полковому місті Прилуках.
У лютому 1690 за наказом гетьмана разом з лубенським полковником Леонтієм Свічкою та компанійським полковником Іллею Новицьким ходив на чолі полку у межиріччя Дніпра та Інгульця, відбиваючи напад кримських татар. Також здійснив набіг на османську фортецю Казикермен. У нагороду за звитягу 22 червня 1690 отримав від Мазепи універсал на володіння Іржавцем і млином біля містечка Іваниці.
На початку 1693 звільнився з уряду у зв'язку зі старістю та поганим здоров'ям. Узятий гетьманом під протекцію та оборону як значний військовий товариш. Проте вже 15 лютого 1693 помер на власному хуторі біля Іржавця.

## Родина
Близько 1650 одружився з Марією Тарасенко-Хмельницькою — донькою корсунської міщанки Ганни Золотаренко від першого шлюбу з Якимом Тарасенком. 1651 стала пасербицею Богдана Хмельницького. Після смерті чоловіка у 1693 виклопотала у Ів. Мазепи універсал з підтвердженням на володіння Іржавцем та іншими угіддями, що належали Іванові Стороженку.
- Син Андрій (* 1652 — † 1715) — ічнянський сотник (1700-1715);

- Донька Ганна — дружина значного військового товариша Ічнянської сотні Івана Даценка.